# Азербайджанское искусство игры на кеманче

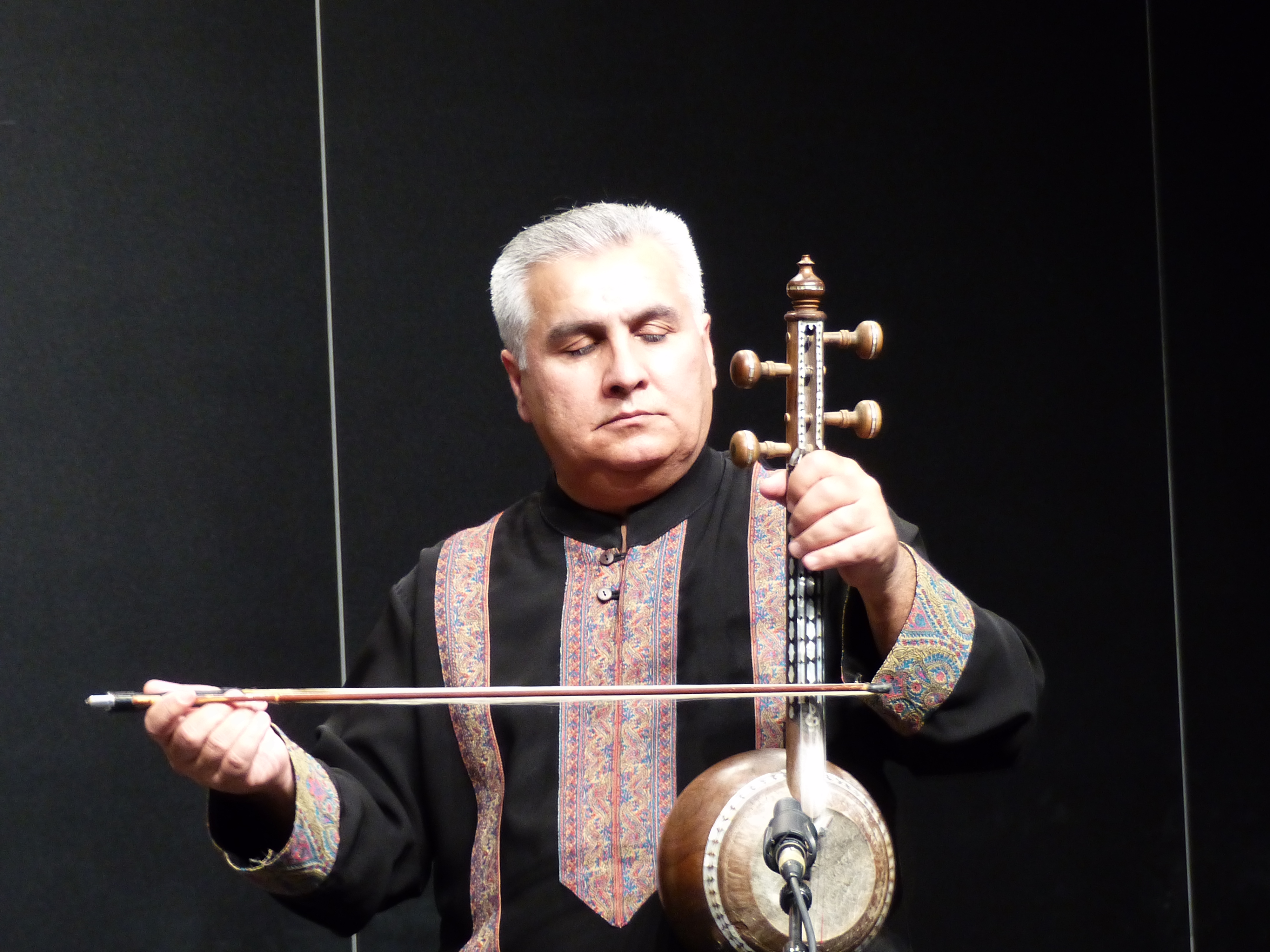
Азербайджанский кеманчист Эльшан Мансуров

Азербайджанское искусство игры на кеманче (азерб. Azərbaycan kamança ifaçılıq sənəti) — азербайджанское искусство исполнения музыки на кеманче, смычковом струнном музыкальном инструменте. 
В Азербайджане кеманча является одним из основных элементов классической и фольклорной музыки, а исполнение на нём занимает центральное место на многих общественных и культурных мероприятиях. Современные музыканты в основном используют четырехструнную кеманчу, состоящую из корпуса и смычка, сделанного из конского волоса. Музыканты выступают как индивидуально так и в составе оркестров, также используя кеманчу для аккомпанемента пению в ансамблях совместно с таром, дафом и гоша-нагарой. Кеманча является неотъемлемой частью музыкальной культуры Азербайджана, а изготавливающие его мастера воспринимают своё искусство как важную часть нематериального культурного наследия своих сообществ.
Каманча незаменима при исполнении азербайджанского мугама, для которого требуется ансамбль из трёх музыкантов. Азербайджанское трио состоит как из кяманчиста, так и из тариста и певца, который также играет на дафе. Через свою музыку исполнители на кеманче передают множество тем, от мифологических до гностических и комических. Сегодня знания об исполнении на кеманче и изготовлении этого инструмента передаются как в семьях, так и в государственных музыкальных учреждениях и школах. Знания о важности музыки в продвижении культурной самобытности передаются из поколения в поколение во всех слоях общества Азербайджана. В некоторых районах Азербайджана кеманчу называют по-разному: вызган в Шуше и Шаруре, мизган — в Джебраиле и Шеки, мизгон — в Товузе, мискан — в Губе. 
Азербайджанское искусство игры на кеманче и мастерство его изготовления наряду с иранским включено в список шедевров устного и нематериального культурного наследия ЮНЕСКО.

## Строение азербайджанской кеманчи
Кеманча состоит из корпуса, круглой шейки, фигурной головки с колками и прямого металлического стержня. Корпус имеет шаровидную и слегка заостряющуюся к центру форму. Общая длина инструмента составляет около 700-800 мм.
| |  |
| Пятиструнная кеманча XIX века (слева) и принадлежавшая азербайджанскому композитору Зульфугару Гаджибекову трёхструнная кеманча (справа). Музей истории Азербайджана |  |

Диаметр открытой части корпуса составляет 100-110 мм, диаметр окружности — 660 мм, а глубина — 165 мм. По словам музыковеда Саадет Абдуллаевой, кеманча с более глубоким корпусом, но с небольшим диаметром открытой части, звучит лучше.
Шейка кеманчи (гол) имеет ровную поверхность длиной до 450 мм и ссужается книзу. Ладки на шейке отсутствуют. В верхней части шейка переходит в долбленную головку (кэллэ, баш, сандыг) в виде коробки, имеющей фигурную (чаще шаровидную или куполовидную) верхушку.
Немецкий путешественник Энгельберт Кемпфер, путешествовавший по территории нынешнего Азербайджана в конце XVII века, описывает кяманчу как трехструнный, а иногда четырехструнный инструмент, издающий прекрасное тембральное звучание. Согласно Кемпферу, струны кеманчи звучали посредством смычка из волос лошадинного хвоста. Нижняя часть инструмента представляла собой ставившийся на землю искусно выделанный железный наконечник, длиной в полторы ладони. Круглый же корпус кеманчи был диаметром с ладонь и обтягивался кожаной мембраной, на которую ставился кожаный «мостик» (т.е. подставка). Корпус богато украшался инкрустацией из золотых нитей и перламутра.
В XIX веке бытовали трёх-, четырёх-, и даже пятиструнные разновидности кяманчи. В музеях Азербайджана хранятся кеманчи с тремя, четырьмя и пятью струнами, к примеру изготовленная в 1881 году четырёхструнная кеманча длиной 830 мм или хранящаяся в этнографическом фонде Музея Истории Азербайджана пятиструнная кеманча XIX века длиной 797 мм. В том же музее экспонируется кеманча, принадлежавшая азербайджанскому композитору Зульфугару Гаджибекову. Корпус и гриф этой трёхструнной кяманчи украшены натуральным перламутром. Особенностью этого датируемого XIX веком инструмента является то, что часть корпуса выполнена из вертикального среза древесины, на которую натянут верх из кожи. В Музее азербайджанской литературы имени Низами Гянджеви хранится кеманча азербайджанского писателя Джалила Мамедкулизаде длиной 830 мм, изначально имевшая три струны, к которым позже была добавлена четвертая, о чём свидетельствует отличие по внешней форме одного из колков.
Русский этнограф П. Востриков следующим образом описывает азербайджанскую кеманчу:
Подобно „тару” ложе у каманчи выпуклое, но выпуклости здесь больше: ложе её представляет собою совершенный арбуз. На каманчу натягивается три струны, и с этой стороны она напоминает нашу русскую балалайку, но зато играют на каманче смычком.
 Каждая струна каманчи, как и на скрипке, настраивается отдельно, а не попарно. К чашке (ложе) каманчи прикреплён железный наконечник, на котором музыкальный инструмент держится во время игры. Вот и всё нехитрое устройство каманчи. При игре каманчу ставят вертикально к земле, как контрабас или виолончель. Звуки каманчи приятны и нежны; больше они походят на звуки скрипки, нежели на звуки какого-либо другого музыкальнаго инструмента.
В поисках новых звучаний особенностями звукоряда народных инструментов, обмерами тара и кеманчи интересовался азербайджанский композитор Асаф Зейналлы.
Современная кеманча имеет четыре стальные струны, из которых низкие третья и четвертая обматываются медной и бронзовой канителью. Вторая стальная струна, для мягкого звучания, иногда заменяется на жильную канитель.

## Изготовление азербайджанской кеманчи

### Материалы

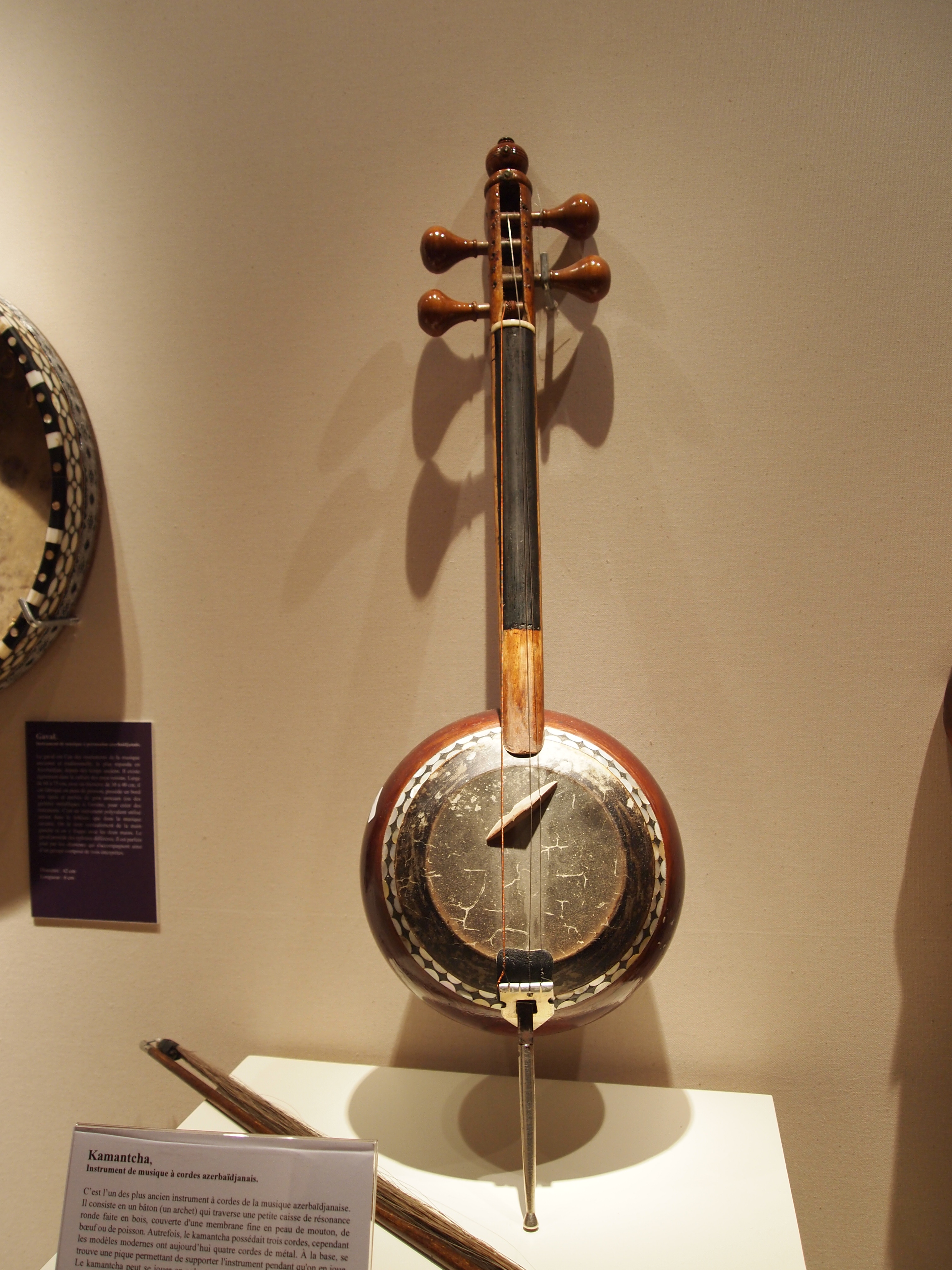
На выставке, посвященной азербайджанскому искусству и ремеслу в музее города Коньяк

Для корпуса инструмента (чанаг) выбирают ствол абрикосового, тутового или орехового дерева диаметром 250 мм. Крайне редко для корпуса выбирают тыкву или кокосовое дерево. На открытую часть корпуса (уз, пэрдэ) натягивают кожу грудной части рыбы (крупного сома) или бычий пузырь. Подставка (хэрэк) и колки изготавливается из орехового дерева. Гриф выбирают из роговой пластинки. Металлический стержень, который вбивают в нижний конец шейки для крепления шейки с корпусом, выбирают из стали или бронзы (её длина равна половине общей длины кеманчи).
Смычок (каман), которым играют на кеманче изготавливают из кизилового дерева и конских волос. Нередко корпус (особенно его верхняя часть), шейка, головка и колки украшают инкрустацией из перламутра, кости, медной проволокой и золотой канителью.
Струны азербайджанской кеманчи традиционно изготавливали из сухожилий животных. Впоследствии их заменили металлические струны.

### Технология
Азербайджанские мастерами изготавливают четыре вида кеманчи: концертные (большие), оркестровые (средние), ученические и сувенирные.
С внутренней и внешней сторон корпус кеманчи традиционно выдалбливают теслом до толщины одного пальца в виде шара. После этого корпус на 10-15 лет оставляется высыхать в тени, накрываясь сверху сеном. Затем стенку корпуса строгают до толщины 5 мм, внешнюю же сторону аккуратно сглаживают. В настоящее время корпус мастера вытачивают на токарном станке. Корпусы же некоторых кеманчей склеивают из отдельных деревянных сегментов.
Подставку устанавливают на деке ближе к шейке косо по отношению к струнам. Её правый конец находится ближе к шейке, а левый — к центру деки. Эта подставка имеет дугообразную форму длиной 50-60 мм и высотой 10-14 мм. Благодаря такому расположению подставки можно получить более сильное и полное звучание, как в высоком, так и в низком регистрах. Шейка (гол) постепенно ссужается книзу. С боковых сторон головки на шейке проделываются отверстия, куда вставляют колки шаровидной или пирамидальной формы. На корпус часто наносят орнамент в виде геометрических фигур, рисунков цветов и национальных узоров.
Струны кеманчи накручивают одним концом на колки, а другим закручивают в виде петель и продевают на крючки металлической подставки, которые, в свою очередь, закрепляют, на верхнюю сторону подпорки. Нижние струны наматывают на колки, расположенные с нижней боковой стороны головки. При этом первую струну наматывают на близлежащий к порожку колок. Верхние же струны наматывают на колки, которые вставлены в противоположную сторону головки. Четвёртую струну при этом наматывают на ближний колок.
Известными мастерами по изготовлению кеманчи являются Имран Аблаханов из Агдама, Габиль Дадашев из Губы, Гасым Гасымов из посёлка Гобу Апшеронского района, Ильхам Агаев и Панах Гурбанов из Баку, Талят Габулов из Загатал.

## История развития

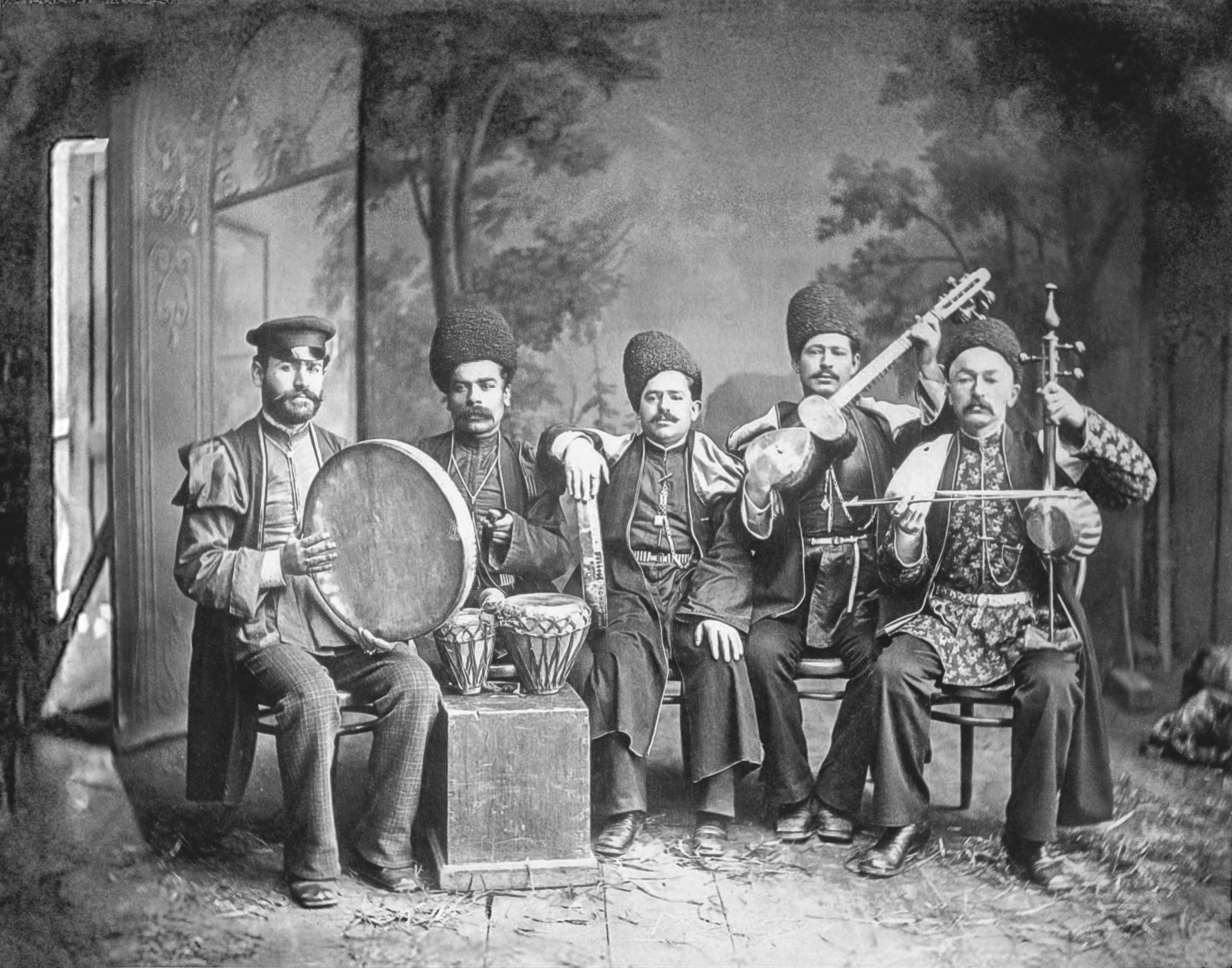
Ансамбль тариста Мирзы Садыха (Садыхджана) (справа налево): Кеманчист Багдагюль Ата оглы, Садыхджан, ханенде Бюльбюльджан, нагарист Гусейнбала, исполнитель на дэфе Васо Кикиалишвили. Тифлис, 1878 год

Кеманча является повсеместно распространенным в Азербайджан инструментом. Самые старинные кеманчи были однострунными. В средние века на территории нынешнего Азербайджана были известные кеманчисты, которые даже в качестве псевдонимов выбирали название инструмента, на котором прекрасно играли.
В XVII веке получает распространение трёхструнная кеманча. В начале XIX века кеманча была включена в состав расширенного ансамбля, организованного в Шуше азербайджанским музыкантом Мирзой Садыхом. Помимо кеманчи в состав данного ансамбля были включены также тар, зурна, балабан, ней и гоша-нагара. В сопровождении ансамбля выступали и две танцовщицы.
После реконструкции Мирзой Садыхом тара, этот инструмент часто начал звучать в составе ансамбля, состоящего из певца-ханенде, тариста и кеманчиста. Этому способствовали и расширение технической возможностей кеманчи, согласованность тембров и диапазонов кеманчи и тара. Так, в начале XX века выступавший в составе мугамных трио кеманчист Саша Оганезашвили добавил к традиционной кеманче четвёртую струну, расширил её возможности, добился его полного звучания и расширения звукового диапозона.
Русский этнограф П. Востриков в своей статье «Музыка и песня у адербейджанских татар», опубликованной в 1912 году в «Сборнике материалов для описания местностей и племен Кавказа», упоминал среди «национальных татарских инструментов» и каманчу. По словам Вострикова, этот инструмент был особенно распространён среди ашигов (народных певцов) Шушинского и Елизаветпольского уездов, имел три струны и заменял среди «адербейджанских татар» скрипку.

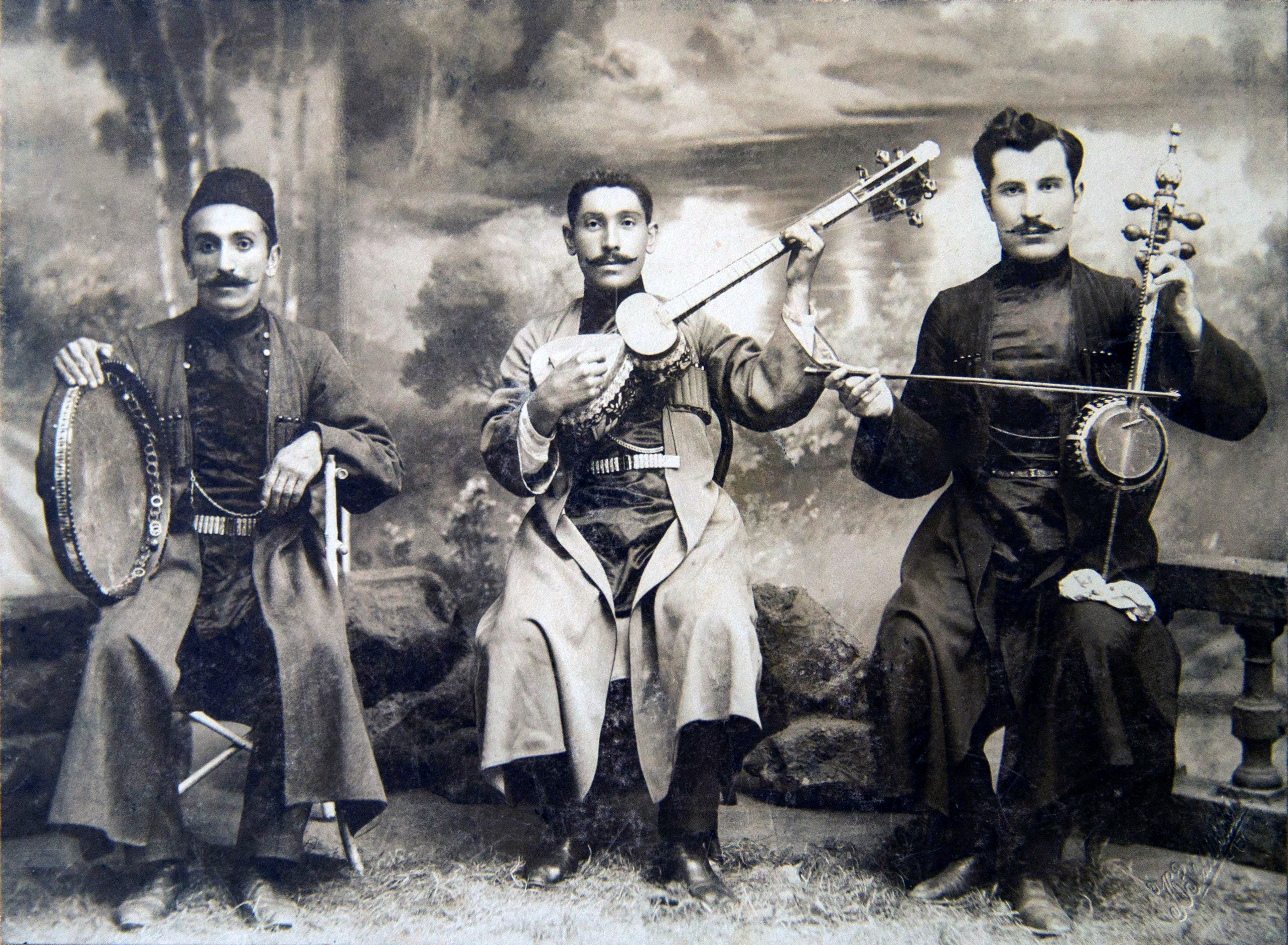
Ансамбль Джаббара Карьягдыоглы. Слева направо: Джаббар Карьягдыоглы, тарист Курбан Пиримов, кеманчист Саша Оганезашвили

Исполнительское искусство кеманчиста наиболее ярко проявляется в сольном исполнении инструментальных мугамов. Особенно
чувствуется близость её звучания к вокальной линии певца-ханенде в ансамбле сазенде, где кеманчист наряду с ханенде сопровождает и тариста. Зачастую же, как исполнитель на ведущем инструменте, берёт функцию тара или же начинает исполнять мелодию чуть позже тариста. Среди крупнейших представителей мугамного искусства второй половины XIX — первой половины XX вв. были такие кеманчисты как Али Аскер Карабаги, Саша Оганезашвили, Гылман Салахов. В золотых фонотеках Азербайджанской государственной теле- и радиовещательной компании хранятся записи мугамов в исполнении ханенде Джаббара Карягдыоглы в сопровождении кеманчи.
Помимо мугамов, большое место в репертуаре кеманчи занимают инструментальные варианты народных песен, танцев и пьес. 

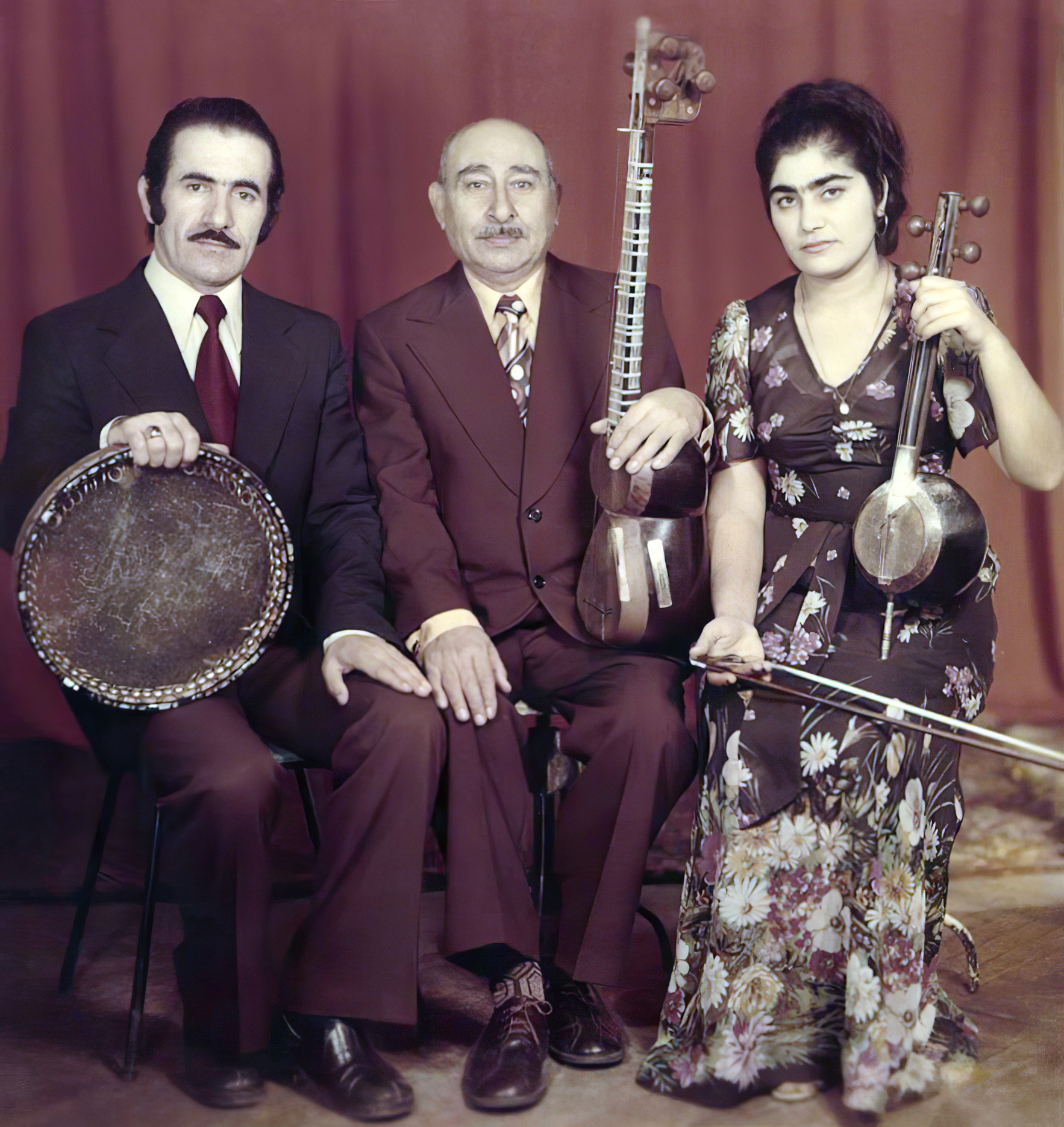
Ансамбль Джанали Акперова. Слева направо: ханенде Джанали Акперов, тарист Бахрам Мансуров и кеманчистка Шафига Эйвазова

Известными кеманчистами прошлого были также Гарачы Гаджибей, Гулу Алиев, Исфандияр Кенгерли, Мирза Саттар, Расим Ширинов, Бёюккиши Алиев, Исмаил Талышинский, Хафиз Мирзалиев, Элман Бадалов, Марьям Наджафзаде, Тарлан Ализаде, Талят Дадашев, Рухсара Пашаева, Рамиз Миришли. Среди более поздних мастеров, можно назвать имена Габиля Алиева, Талата Бакиханова, Шафиги Эйвазовой, Арифа Асадуллаева, Фахраддина Дадашева, Адалета Везирова и др.
Кеманча стала использоваться в составе оркестра народных инструментов и ансамблей как ведущий сольный инструмент и как инструмент сопровождения. Во время сольного выступления кеманчиста Габиля Алиева ему аккопманировали музыканты, играющие на балабане и гавале.
Азербайджанский композитор Сулейман Алескеров, учитывая эти обсоенности кеманчи, в ряде своих произведениях для оркестра создал партии для кяманчи. Так, например, Алескеров написал «Скерцо» и «Тарантелла» для кеманчи и народного оркестра. В этих произведениях демонстрируются достоинства инструмента при игре piccicato, получении двойных нот, форшлага, а также удлинённых нот.
Другие азербайджанские композиторы Закир Багиров и Гаджи Ханмамедов, приняв во внимание технические возможности кеманчи, написали «Концерты» для каманчи с симфоническим оркестром. Для кеманчи и фортепиано Саидом Рустамовым написана сюита «Азербайджан», а Гаджи Ханмамедовым «Колхозная сюита» и «Концерт».
В 2017 году на заседании Межправительственного комитета ЮНЕСКО по сохранению нематериального культурного наследия, проходящем с 4 по 9 декабря в Чеджу, мастерство изготовления и искусство игры на кеманче было внесено от Азербайджана и Ирана в репрезентативный список нематериального культурного наследия человечества.

## Техника исполнения
Кеманчу во время исполнения держат вертикально, упирая её ножку на небольшую подушечку (ястыг) на колене. Большим и указательным пальцами правой руки музыкант слегка зажимает нижнюю часть древка смычка. Нажатием же на ремешок средним и безымянным пальцами, вставленными между древком и прядью волос, исполнитель регулирует натяжение волос.
Смычок ведут над струнами на участке, который соответствует середине расстояния между нижним концом шейки и подставкой. Очень мягкие звуки извлекаются путём ведения смычка над струнами ближе к шейке. В отличие от скрипки, на кеманче исполнитель ведёт смычок одновременно вращая инструмент левой рукой к плоскости его движения.
Часто музыканты играют на одной струне. Обычно исполнители переходят от одной струны к другой, однако возможно извлечение звуков и с двух соседних струнах одновременно. Но для того, чтобы извлечь трёх- и четырехзвучный аккорд кеманчу следует поворачивать. Во время исполнения мугамов часто играют на двух струнах, одна из которых выдерживает органный пункт. Такое исполнение параллельных созвучий является более сложным способом игры.
Обычно во время исполнения между декой и струнами ниже подставки располагают плотно свернутую бумагу, материю или резинку. Это делается для того, чтобы смягчить звучание струн. Во время игры на кеманче участвуют четыре пальца левой руки, все кроме большого. Музыкант загибает пальцы полукругом и ставит их на струны средней частью подушечек.
Часто во время исполнения на кеманче музыкант использует различные комбинации смычковых и пальцевых штрихов, чередование и взаимосвязь которых зависят от эмоционального строя и содержания произведения.

## Фотогалерея

Кеманча на почтовых марках и денежных купюрах
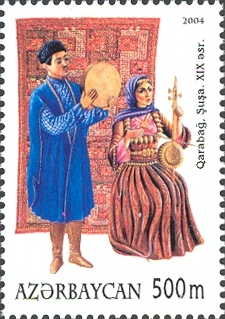
Почтовая марка Азербайджана, 2004
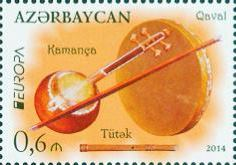
Почтовая марка Азербайджана, 2014
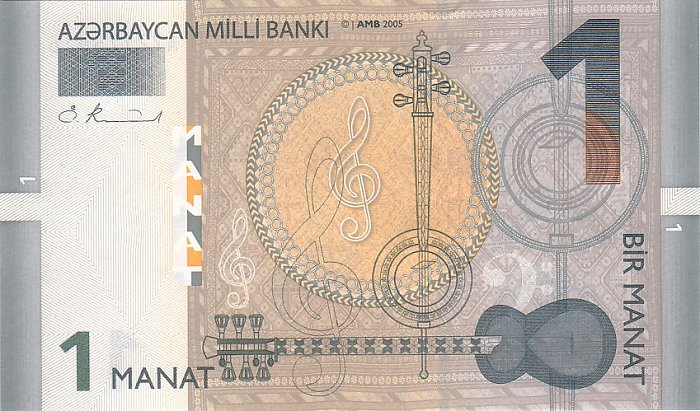
Кеманча на азербайджанской банкноте номиналом в 1 манат